# Molí d'en Solà
El Molí d'en Solà és una obra de la Vall de Bianya (Garrotxa) inclosa a l'Inventari del Patrimoni Arquitectònic de Catalunya.

## Descripció
És un gran casal de planta rectangular i teulat a dues aigües amb els vessants vers les façanes laterals. Disposa de baixos, planta noble, pis i golfes. A la planta baixa encara es guarden els útils del moliner i altres dependències han estat adequades al bestiar. A la façana s'obren tres arcades de mig punt. A la planta noble hi ha una galeria porxada de set arcades amb pilastres de pedra tallada. A l'interior hi ha una àmplia sala de convit. El segon pis era l'antic graner. Presenta set finestres d'arc de mig punt a la façana. La casa va ser bastida amb carreus tallats en els cantoners i obertures; la façana està actualment emblanquinada. Cal destacar les obres que va fer Vicenç solà al segle xviii i Pere solà al XIX (la galeria de migdia).
Destaquen tres llindes. A la de la porta de les quadres hi diu "VICENC SOLA 1715", a la de la façana del migdia hi posa "M. F. T. / PERE SOLA / Y ROQUER / 1834" i a la de la façana de migdia hi ha un rellotge de sol amb la data de 1885 i una porta d'accés des de l'interior a la galeria amb la llinda del segle xviii.
La pallissa és una àmplia construcció situada al costat del mas, de planta rectangular i teulat a dues aigües, sostingut per tres pilars d'obra i per bigues de fusta, on es recolzen els cairats, les llates i les teules col·locades a salt de garsa. Disposa de planta i dos pisos, amb doble badiu. A la façana de ponent té un cos annex de planta, amb porta principal de punt rodó i pis superior.

## Història
Contràriament al que succeeix en altres cases de la zona, del Molí d'en Solà no es disposa de referències sobre el seu passat. Segons l'historiador olotí Josep Maria de Solà-Morales, la masia existia a començaments del segle xiv. La casa, en aquells moments, estava situada a escassa distància de les dependències pròpies del molí, a uns dos-cents metres aproximadament. Més endavant la família decidí de viure prop de les moles.